# サン＝ジャン＝ピエ＝ド＝ポル
サン＝ジャン＝ピエ＝ド＝ポル（フランス語: Saint-Jean-Pied-de-Port、バスク語: Donibane Garazi）は、フランス、ヌーヴェル＝アキテーヌ地域圏、ピレネー＝アトランティック県のコミューン。サン＝ジャン＝ピエ＝ド＝ポーと表記されることもある。以下の文では短縮してサン＝ジャンと記す。
2016年よりフランスの最も美しい村に加盟した。

## 地理

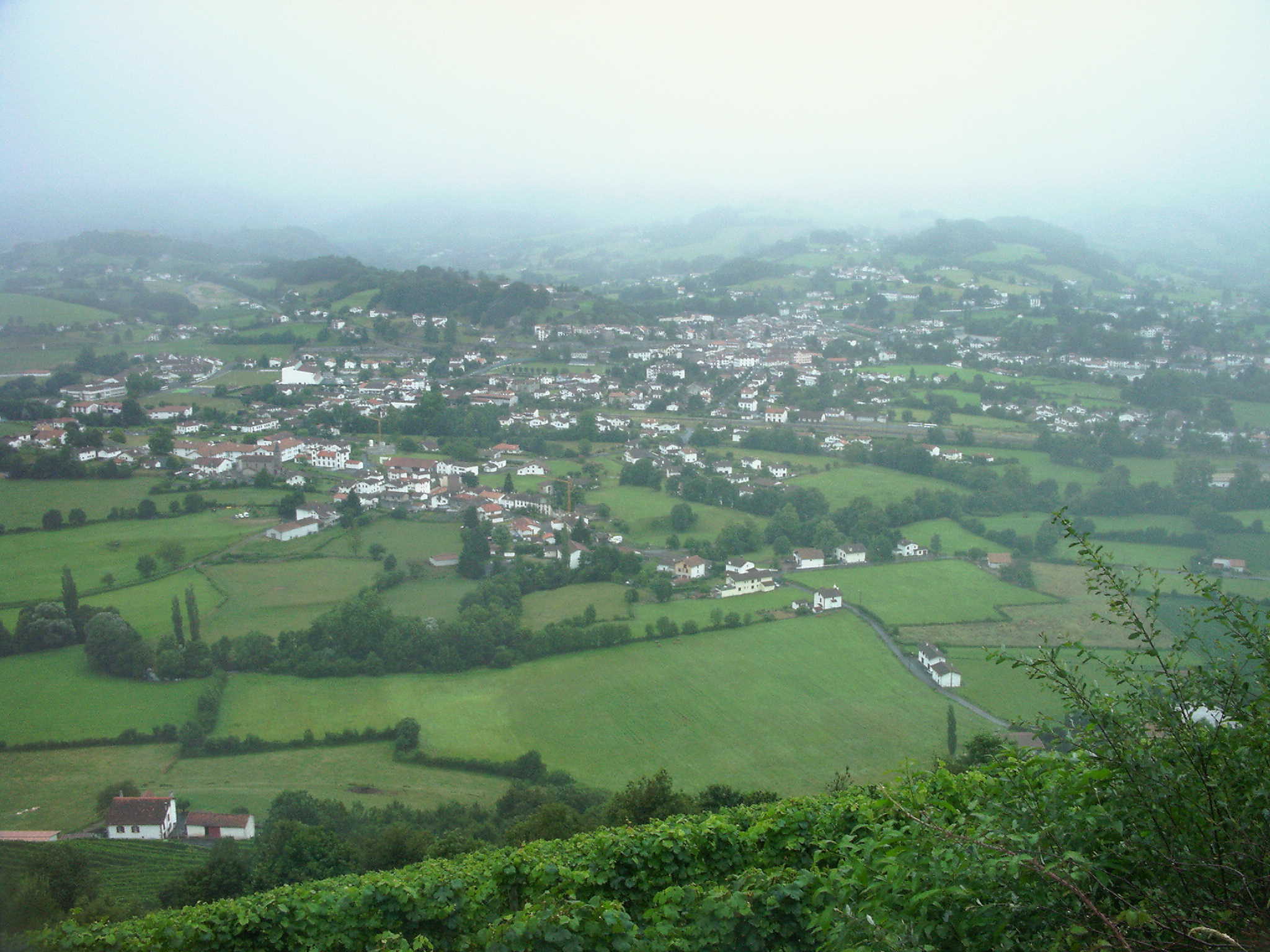
サン＝ジャン＝ピエ＝ド＝ポル

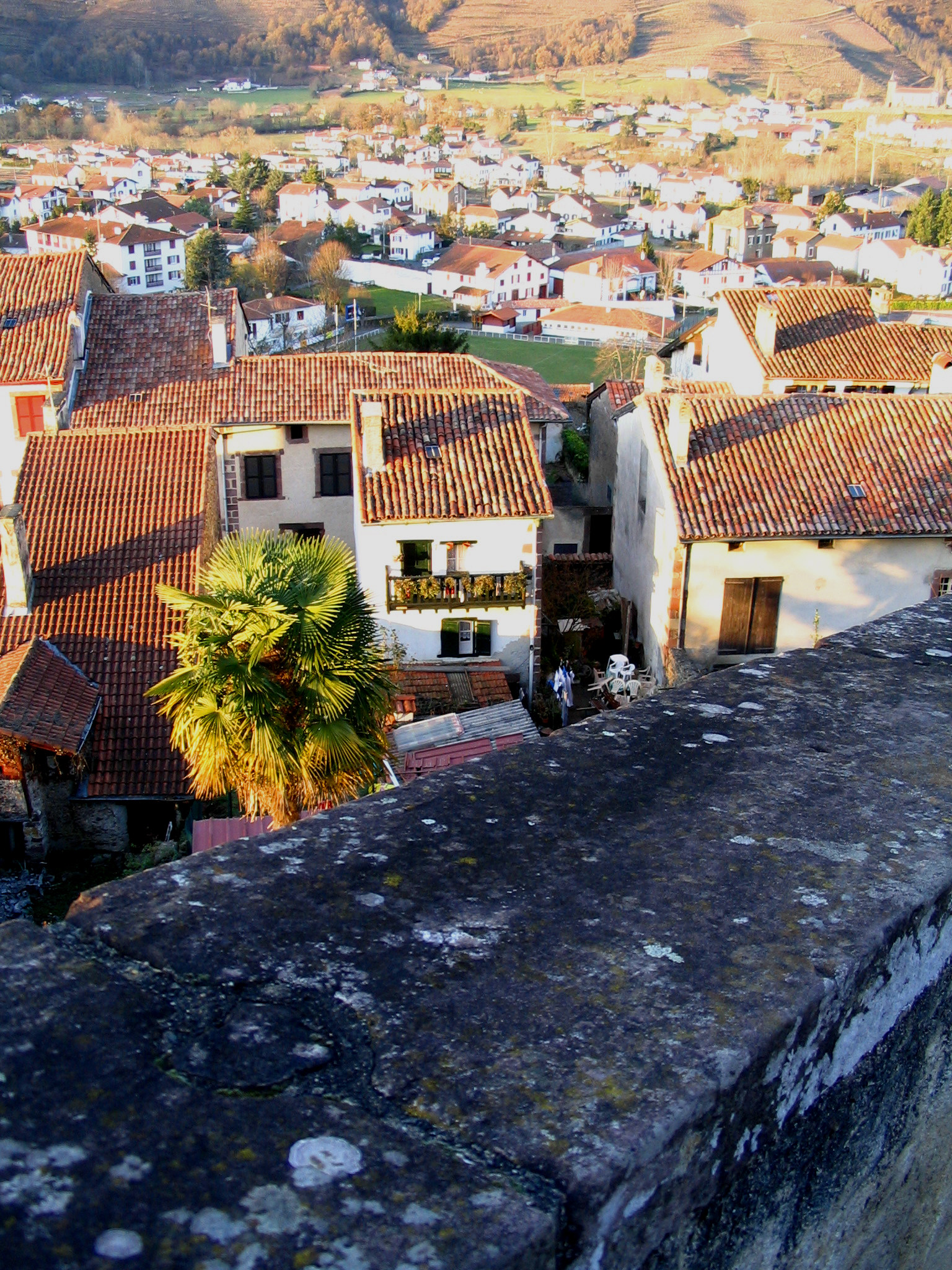
シタデルから見下ろした町並み

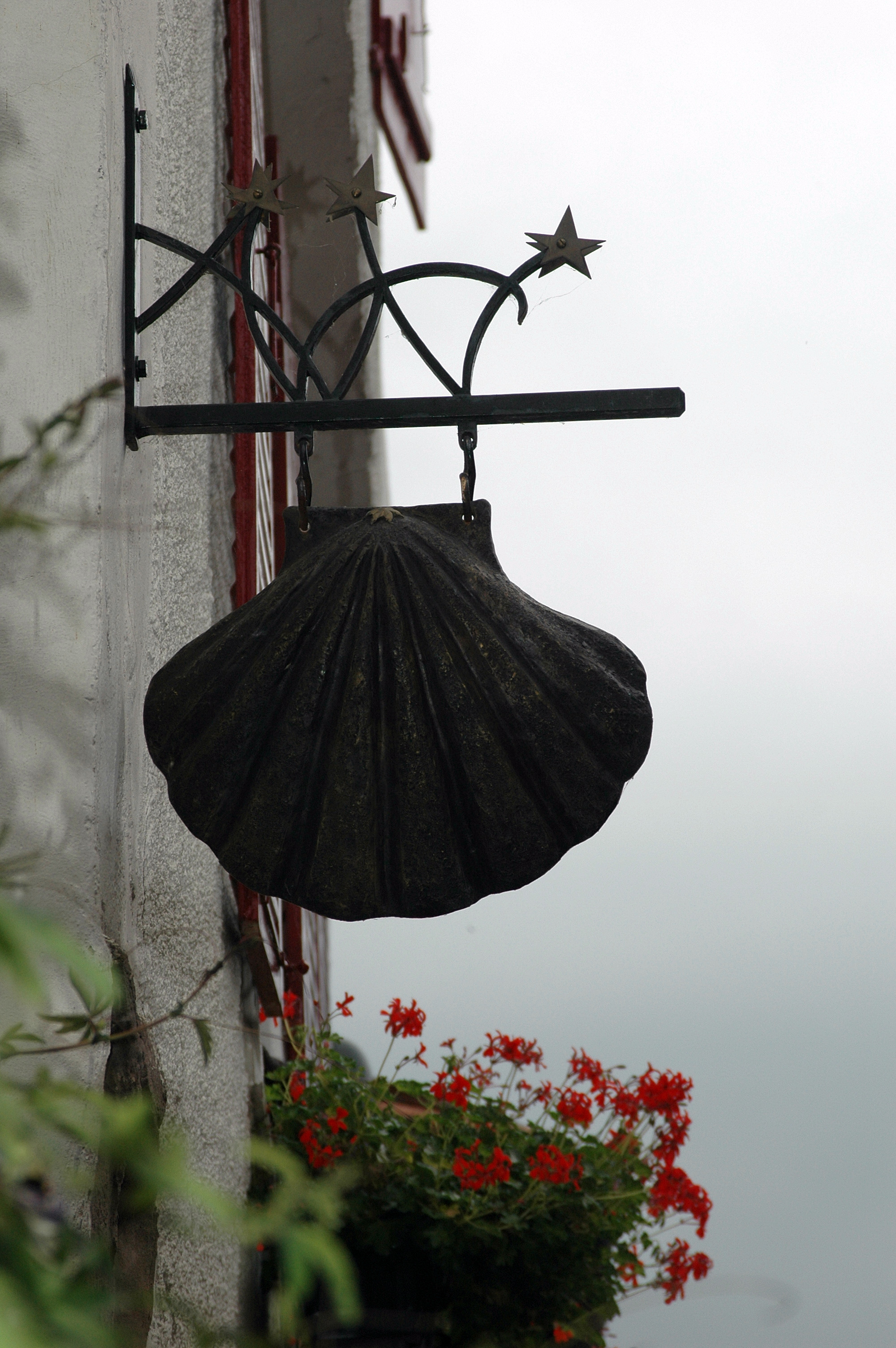
巡礼路であることを示すホタテの意匠

コミューン内ではロイバル川など3つの河川が合流してニーヴ川となる。かつてはフランス領バスクのバス＝ナヴァール地方の政治・行政の中心であった。

## 由来
バスク語での地名ドニバネ・ガラシとは、「ガラシの聖ヨハネ」を意味する（ガラシとは、サンティアゴ・デ・コンポステーラの巡礼路の次の往路で現れる山の名である）。
サン＝ジャンの名が初めて記されたのは、古代ローマの旅行記ティネラリウム・アントニニ・アウグスティ（Itinerarium Antonini Augusti、fr）においてである。1154年にアルアンダルスの地理学者イドリースィーは『サン＝ジャンは丘の上にたつ美しい都市である』と記している。

## 歴史
かつてこの地にはローマ街道が通っていた。12世紀、サン＝ジャンは新たに町として建設された。200年後にナバラ王カルロス2世は『私の王国の鍵』と述べている。
町最初の建物は、12世紀にニーヴ川の砦そばに建てられたサント・ウラリー教会である。1191年の記録には、町を見下ろす丘の上にメンディグレン城が建っていたとある。城の足元に、ナバラ王サンチョ7世は13世紀初頭に城壁を築いた。城壁にはゴシック様式の扉が備わっており、現在も見ることができる。
1329年、フェリペ3世が町にフォラル（特権）と憲章を授けた。城壁に囲まれた町の中では毎年数回開かれる市、そして市場が置かれ、重要な商売の中心地となっていった。また、パンプローナへと向かうサンティアゴ・デ・コンポステーラの巡礼者たちが必ず足を止める宿場町でもあった。
ナバラの歴代の王たちは15世紀までしばしばここを訪れた。教会大分裂時代の1383年から1388年、サン＝ジャンにはアヴィニョンの対立教皇ウルバヌスが任命した司教が着任し、同じ時期にはバイヨンヌにローマのウルバヌス6世が命じた司教が着任していた。
1512年、アラゴン王フェルナンド2世がナバラを合法的に併合し、ナバラ女王カタリナ夫妻はベアルンへ逃れた。ピレネー山脈を越えたスペイン軍は1512年8月にサン＝ジャンを占領した。9月よりフランス軍はナバラ王フアン3世がスペインへ反撃しナバラを再征服するのを許した。サン＝ジャンは二カ国の対立の重要な争点となった。1512年11月、20,000人の大軍でフアン3世はサン＝ジャンを包囲したが攻略に失敗した。駐屯地には1000人から1800人の兵士がおり、サン＝ジャンの町はアラゴン王に忠誠を誓った。
1516年にフアン3世はサン＝ジャンを攻略するが、要塞の奪取に失敗した。フアン3世は同年6月17日にポーで死んだ。
1521年5月12日、フアン3世の子エンリケ2世がフランス軍と同盟して再びサン＝ジャンを包囲し、5月15日に町と城を落とした。しかし6月30日のノアインの戦いで敗退したため、アルバ公がサン＝ジャンを再征服した。3週間に及ぶ占領後、サン＝ジャンの駐屯地は崩壊した。南フランス侵攻の際、1522年にスペイン軍はサン＝ジャンの駐屯地から退避している。
1530年、スペイン王カルロス1世にして神聖ローマ皇帝カール5世は、維持に金がかかりすぎることからサン＝ジャンの城を壊し、町を元ナバラ王家であるフォワ＝アルブレ家に明け渡した。元のナバラ王国の、北部分はバス＝ナヴァール（低ナバラ）と呼ばれ、スペイン領となった南半分はアルタ＝ナバラ（高ナバラ）と呼ばれるようになった。その後、ナバラ王アンリ3世がフランス王アンリ4世となると、その子孫であるブルボン朝の歴代フランス王がナバラ王を兼ねるようになった。
ユグノー戦争中、サン＝ジャンではユグノーとカトリック教徒の対立が起こった。1567年にジャンヌ・ダルブレがバス＝ナヴァールでのカトリック信仰を禁止したため、カトリック同盟が1567年9月に組織され1568年3月に暴動を起こしたのである。カトリック教徒が逃げ込んでいたサン＝ジャンは、1570年にユグノー同盟のガブリエル・ド・ロルジュが占領した。サン＝ジャンにあった2箇所の教会は放火された。カトリック同盟が再び蜂起すると、まだ少年であったアンリ3世・ド・ブルボンがカトリック同盟軍を退け、彼らをスペインへ追いやった。
1789年3月のサン＝ジャンでのナバラ国会議において、ナバラはフランス国内に存在しない州とみなされ、三部会へ議員を送ることを拒否された。しかし同年6月の会議で、4人の議員が選ばれ派遣されることになった。委任された者たちは非常に厳格にナバラの特権を遵守しようとした。しかしそれは無駄に終わった。1789年8月4日、特権が廃止されたのである。バス＝ナヴァールは、北にある2つのフランス領バスクの地方とともに、ベアルンに併合されバス＝ピレネー県として再編された。また、革命政府は革命精神を表す名称に変えることをコミューンに命じた。キリスト教の聖人にちなむ名であったサン＝ジャンは、ニーヴ＝フランシュ（Nive-Franche）と改名した。1793年に国民公会とスペインが戦争を始めると、ニーヴ＝フランシュはフランス側の防衛の拠点となった。1813年、スールト将軍率いるフランス軍は、ウェリントン将軍指揮下のイギリス軍が包囲するパンプローナに物資を送ろうと、サン＝ジャンから反撃を試みた。この攻撃は失敗に終わり、国境を越えてフランスにスペイン軍が侵攻し、サン＝ジャンはフランシスコ・エスポス将軍指揮下の軍に占領された。
1889年、サン＝ジャンに鉄道が開通した。しかし、19世紀から20世紀にかけての人口減少の傾向は止められなかった。

## 人口統計
| 1962年 | 1968年 | 1975年 | 1982年 | 1990年 | 1999年 | 2005年 | 2014年 |
| ------ | ------ | ------ | ------ | ------ | ------ | ------ | ------ |
| 1612   | 1686   | 1729   | 1563   | 1432   | 1417   | 1511   | 1553   |

参照元:1962年から1999年までは複数コミューンに住所登録をする者の重複分を除いたもの。それ以降は当該コミューンの人口統計によるもの。1999年までEHESS/Cassini、2006年以降INSEE。

## みどころ
サン＝ジャンは、バスク山間部の観光中心地である。巡礼者が多く訪れるため、貸し部屋有りの看板を掲げる建物もある。
- シタデル - 4つの砦からなる。1625年から1627年にかけ、技師ピエール・ド・コンティが設計、建設した。17世紀後半に行われた兵舎の建設や防衛設備強化はヴォーバンの指示による。
- サン＝ジャック門 - 15世紀。フランス北部からやってきた巡礼者たちが最初にくぐる町への入り口[6]。門をくぐると、ニーヴ川に架かる橋までがデスパーニュ通りとなる。
- ノートルダム門 - 教会の鐘楼に開けられた、珍しい門。シタデル通りやノートルダム橋を見下ろす。
- シタデル通り - 砂岩が敷き詰められた斜面となっている通り。立ち並ぶ古い建物には、装飾のモチーフの間に家の名前、建てられた日付、所有者の名前、時にはその職業まで記されている。

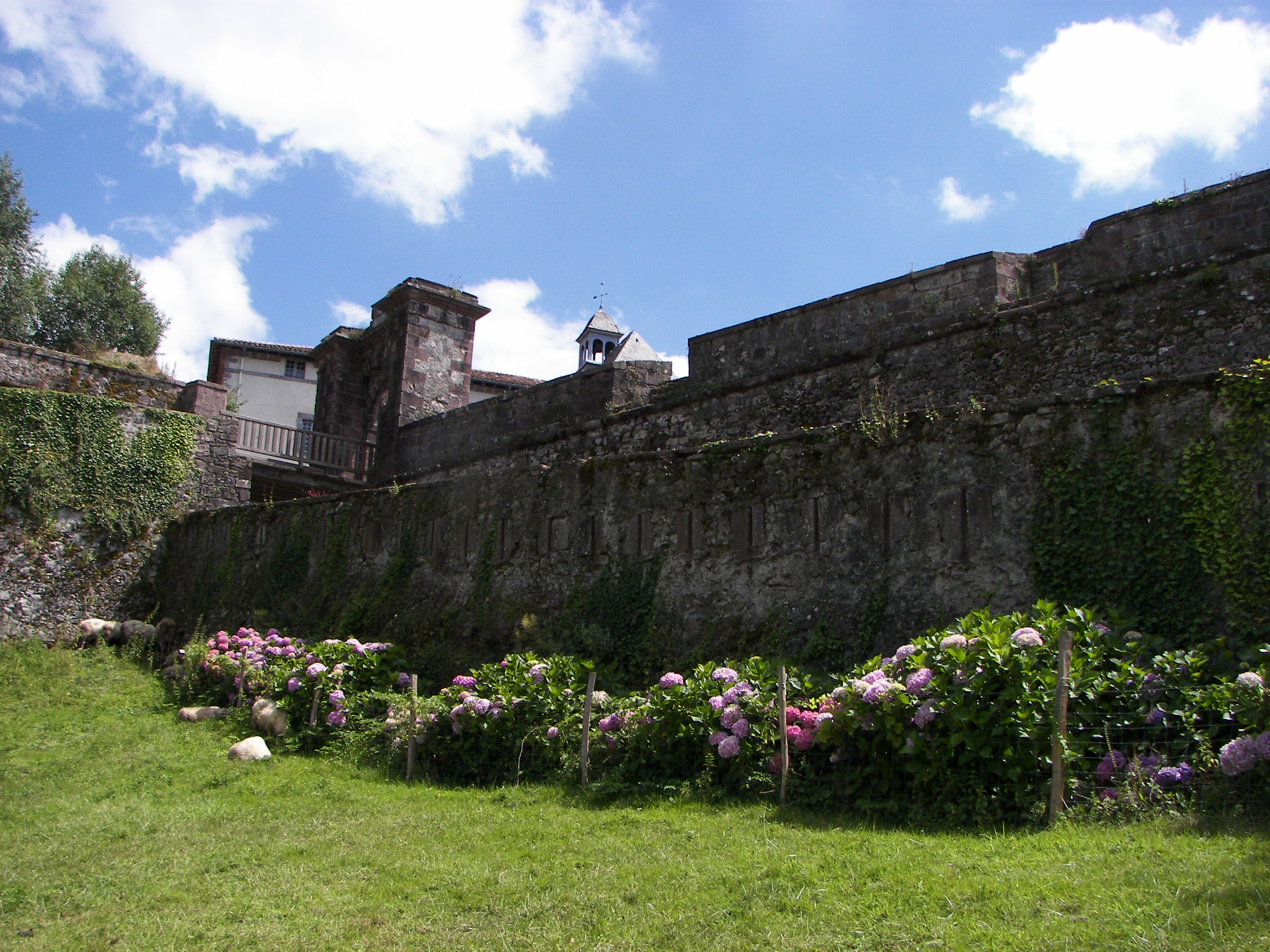
シタデル
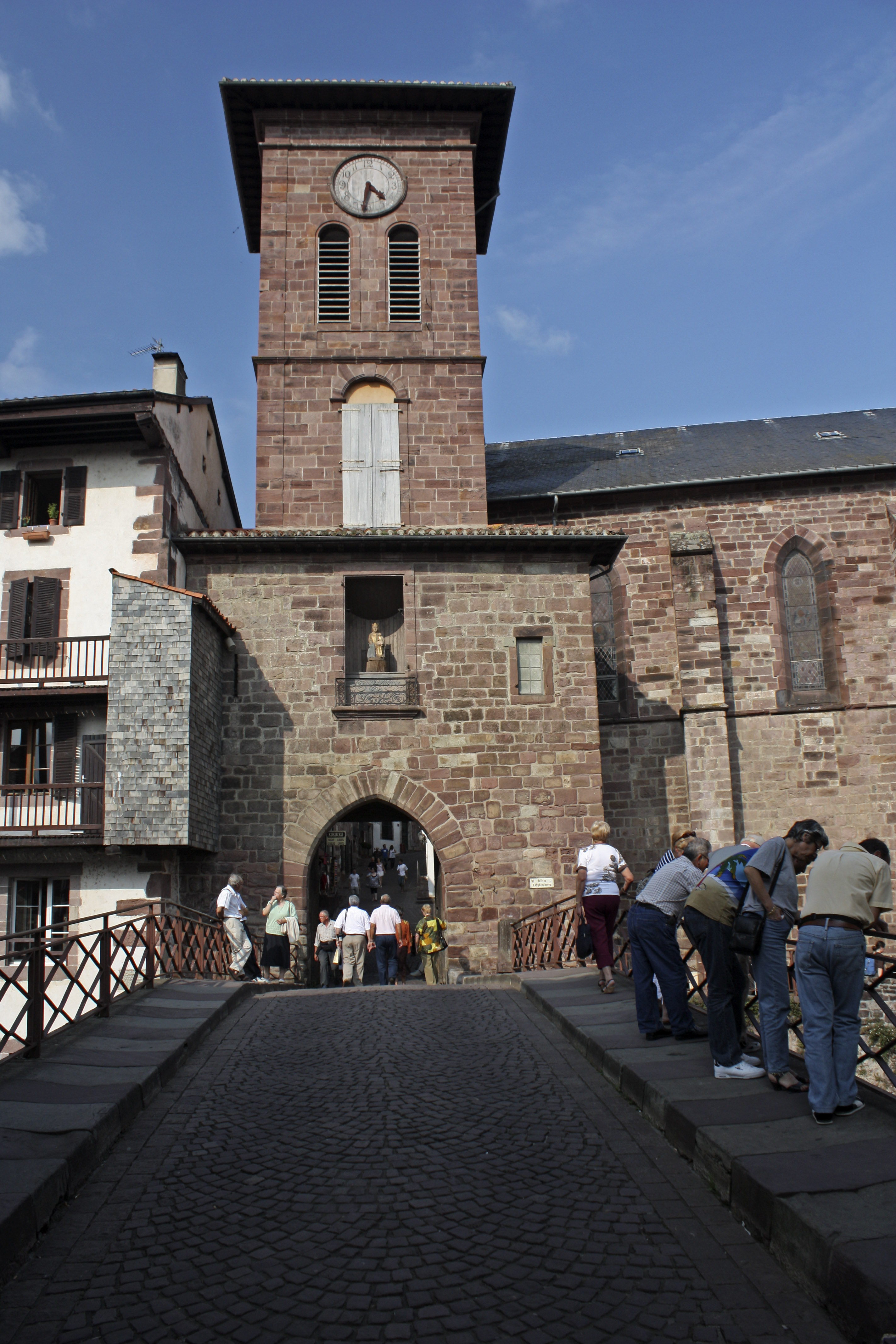
ノートルダム門
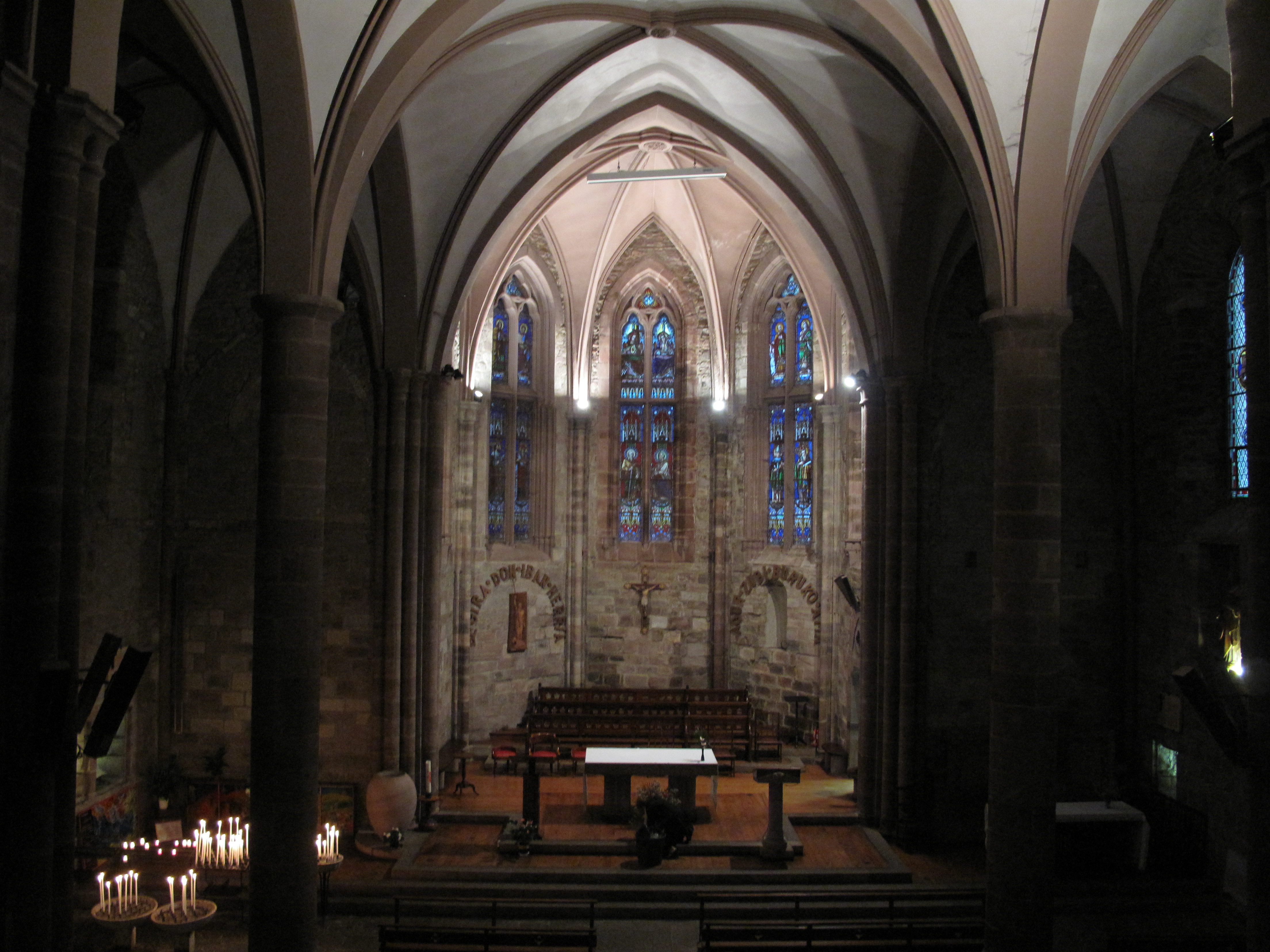
ノートルダム教会
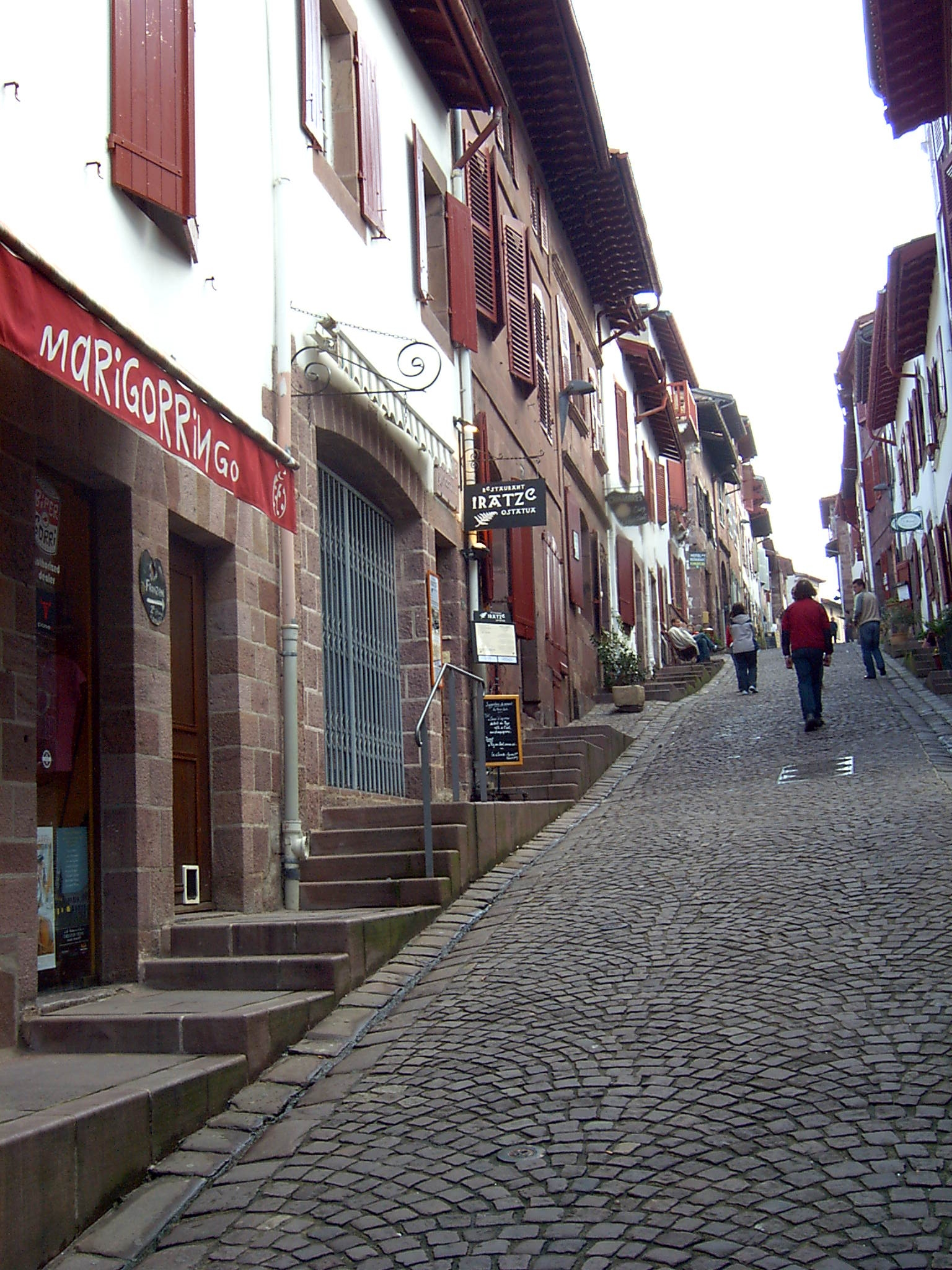
急な通り
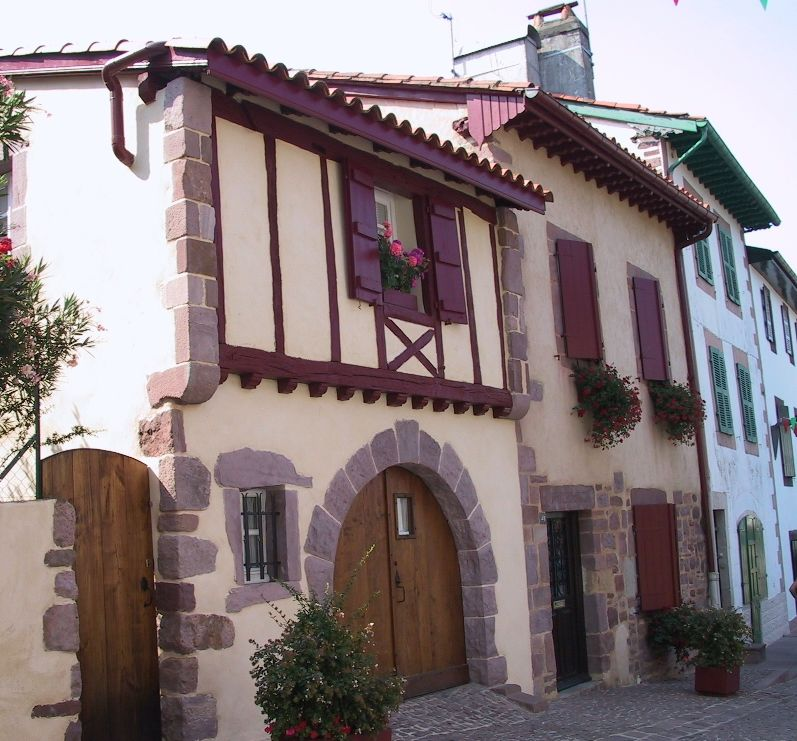
シタデル通りのバスク風の建物

## 交通
- 道路 - D933、D918、D401
- 鉄道 - バイヨンヌ-サン＝ジャン＝ピエ＝ド＝ポル鉄道

## 姉妹都市
- エステーリャ、スペイン